# Chinese muntjak

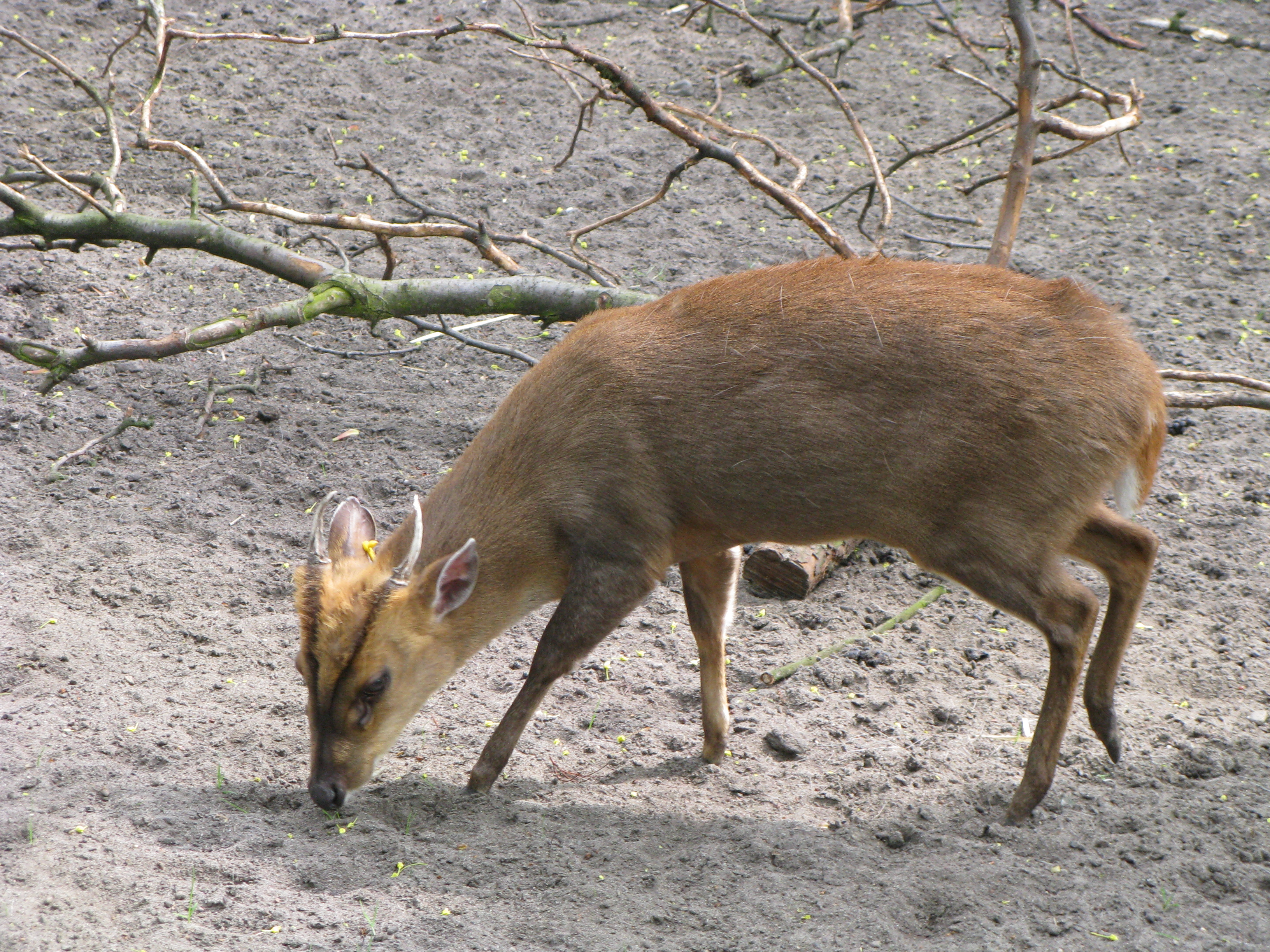
Chinese muntjak met het kenmerkende V-patroon op de kop

De Chinese muntjak (Muntiacus reevesi), ook wel blafhert genoemd, is een kleine hertachtige behorende tot de muntjaks. De Chinese muntjak komt oorspronkelijk uit China, maar is ingevoerd in verscheidene landen in Europa, waar het nu de kleinste hertensoort is. Voornamelijk in Groot-Brittannië en Frankrijk, maar ook op de Veluwe en in Brabant komen ze voor. Ook in België (Vlaanderen) duikt de soort sinds 2000 meer en meer op, al is ook hier onduidelijk of de dieren zich in het wild voortplanten. De soortaanduiding reevesi dankt het dier aan John Reeves, die het typespecimen ving.
De Chinese muntjak is door de Europese Unie opgenomen in de lijst van invasieve uitheemse soorten en mag derhalve niet meer gehouden worden - tenzij de dieren reeds in bezit waren voor 2017.  Indien exemplaren in het wild worden aangetroffen, dienen deze  bestreden te worden door jacht, vangen of andere manier, volgens de uitvoeringsverordening van de Europese Commissie.

## Kenmerken
Het dier heeft een schouderhoogte van circa 43 tot 50 centimeter en een kop-romplengte van 80 tot 90 centimeter. Het mannetje is wat steviger gebouwd dan het vrouwtje, en weegt gemiddeld zo'n vijftien kilogram. Vrouwtjes hebben een gemiddeld lichaamsgewicht van ongeveer twaalf kilogram.
De vacht is donkerkleurig roodbruin tot kastanjebruin van kleur met wit aan de kin, keel en romp en een wittige tot gelige buik. De staart is rossig. Vrouwtjes zijn wat lichter van kleur dan de mannetjes. In verhouding met andere hertachtigen hebben ze een vrij lange staart, ongeveer vijftien centimeter lang, die bij alarm omhoog gaat. Het mannetje heeft een kort gewei, bestaande uit een enkele stang van acht tot tien centimeter, dat naar achteren gericht is. De bovenste hoektanden van het mannetje steken als twee kleine slagtanden naar buiten. Het vrouwtje heeft geen gewei, op de plaats van het gewei heeft zij een bosje haar.
De voetafdruk van de muntjak is kleiner dan 2 cm breed en kleiner dan 3 cm lang en asymmetrisch. De ree heeft ter vergelijking een symmetrische voetafdruk van 3 tot 4 cm breed en minder dan 4,5 cm lang. De keutels van de muntjak hebben een lengte van 6 tot 13 mm en een doorsnede van 5 tot 11 mm. Die van de ree respectievelijk 10 tot 14 mm en 7 tot 10 mm.
De muntjak blaft luid en hees, terwijl reeën luide, korte, schorre blafjes met tussenpozen uitstoten.

## Voedsel en leefwijze
Muntjaks leven van de bladeren van struiken en klimplanten, en van vruchten en noten als bessen, eikels en kastanjes. Ook eten ze boomschors. Gras en kruiden vormen enkel in de lente en de vroege zomer een belangrijk onderdeel van het dieet. De dieren zijn zowel overdag als 's nachts actief, maar laten zich voornamelijk in de schemering zien.
Chinese muntjaks leven over het algemeen solitair. Jonge volwassen vrouwtjes blijven meestal nog een tijdje bij hun moeder en vormen zo familiegroepjes; jonge volwassen bokken trekken meestal naar nieuwe gebieden. De woongebieden van vrouwtjes overlappen meestal met elkaar. Het grotere territorium van het mannetje overlapt over het algemeen gedeeltelijk het woongebied van vrouwtjes, maar niet het territorium van andere mannetjes.
Chinese muntjaks maken een blaffend geluid. Vooral in de bronsttijd laten ze dit blaffen regelmatig horen. Bij gevaar maken ze een klikkend geluid en steken ze de staart op. De belangrijkste vijand is de vos, die soms een kalfje grijpt.

## Voortplanting
Na een draagtijd van 210 dagen wordt een kalf geboren. Soms heeft het vrouwtje twee worpen in één jaar. Het kalf heeft bij de geboorte een geelgevlekte vacht, wat dient als camouflage. Deze verdwijnt na acht tot twaalf weken. De eerste paar weken houdt het jong zich verborgen in de vegetatie. De zoogtijd duurt meestal zo'n twaalf weken, alhoewel daarna soms nog wordt gezoogd. Vrouwtjes zijn na tien maanden geslachtsrijp, mannetjes later.  In gevangenschap kan een muntjak  negentien jaar worden.

## Verspreiding
De Chinese muntjak komt oorspronkelijk voor in Zuid-China en Taiwan. De soort is op enkele plaatsen in Europa ingevoerd en leeft hier in parken. 

## Invasieve uitheemse soort
Sinds 2016 staat deze soort op de lijst van invasieve exoten die zorgwekkend zijn voor de Europese Unie . Dit betekent dat de muntjak niet langer in de Europese Unie mag worden ingevoerd, vervoerd, gecommercialiseerd, gekweekt, gebruikt, uitgewisseld of vrijgelaten in de natuur. Bovendien mogen deze soorten niet langer worden gehouden, uitgezonderd in het geval van gezelschapsdieren die werden verworven tot 1 jaar na de opname van de soort op de Unielijst. Verder geldt voor lidstaten de plicht om in de natuur aanwezige populaties op te sporen, te verwijderen, of als dat niet lukt, zodanig te beheren dat verspreiding en schade zoveel mogelijk wordt voorkomen

### Waarnemingen in Nederland
Ook in Nederland leven muntjaks. Het is overheidsbeleid om ze uit te roeien, omdat muntjaks tot de exoten worden gerekend en invasief kunnen worden, waarbij ze grote impact kunnen hebben op ecosystemen. Als ze talrijk zijn kan de muntjak door vraat de structuurvariatie in de ondergroei van bossen verminderen en gevoelige bosflora beïnvloeden en vormt zo een gevaar voor de wilde hyacint, het bosbingelkruid en sleutelbloemen. Ook kan de muntjak zo de verjonging van hakhoutbestanden belemmeren. Ook is er voor weggebruikers een verhoogd risico op aanrijdingen en veroorzaakt de soort schade aan tuinen, boomkwekerijen en, in mindere mate, aan landbouwgewassen. Daarnaast kunnen muntjaks concurreren met andere hertensoorten (met name ree). Onderzoek geeft aan dat concurrentie vooral optreedt in de winter, wanneer ree en muntjak beide graag op bramen foerageren. De meeste risicoanalyses voor muntjak schatten de kans op volledig wegconcurreren van ree evenwel als laag in. In Nederland is voor particulieren het bezit en handel in de soort verboden.
Uit het verspreidingsonderzoek 2016, uitgevoerd onder leiding van Hans Hollander van de Zoogdiervereniging in opdracht van de NVWA, blijkt dat de muntjak in de Achterhoek is verdwenen en dat op de Veluwe in de buurt van Beekbergen-Loenen waarschijnlijk nog slechts enkele losse exemplaren voorkomen. In Noord-Brabant komt in de buurt van Landgoed De Utrecht mogelijk nog een populatie voor en is er sprake van enkele losse exemplaren in de omgeving van Hilvarenbeek, Eindhoven, de Maashorst en mogelijk Ossendrecht. Ook in Oost-Zeeuws-Vlaanderen komen losse individuen voor. De rest van Nederland is anno 2016 vrij van de muntjak.
Het verspreidingsonderzoek 2016 is in januari tot en met maart uitgevoerd op basis van de 153 meldingen die sinds 1997 binnengekomen zijn. Er is gericht onderzoek gedaan in de concentratiegebieden. Conclusie van het onderzoek is dat eerdere schattingen van de muntjakpopulatie (eind jaren negentig circa 100 en in 2010 50 tot 100) 'overtrokken' zijn geweest. Waarnemingen van muntjaks dienen gemeld te worden.

### Waarnemingen in België
De soort werd reeds in alle vijf de Vlaamse provincies waargenomen, hoewel beduidend meer in de provincies Antwerpen en Limburg. Het aantal waargenomen dieren is telkens laag, maar recent is rond een aantal privédomeinen in de provincie Antwerpen het aantal waarnemingen aanzienlijk gestegen. Het is onduidelijk of de soort zich voortplant in het wild.
In Engeland en Frankrijk zijn dieren ontsnapt, die daar nu in dichte, gemengde loofbossen met veel en gevarieerde, lage begroeiing leven. Vooral in Engeland is het dier vrij algemeen en zijn verspreidingsgebied strekt zich meer en meer uit.
- Kaarten met waarnemingen:

- België
- Nederland
- wereldwijd

- Invasieve soorten in België
- Risicobeoordeling Chinese muntjak Nederland
- Risicoanalyse muntjak voor België
- Risicoanalyse Groot-Brittannië
- Rapport over muntjak in Schotland